# Uppsala International 1993
Die Uppsala International 1993 im Badminton fanden vom 17. bis zum 19. September 1993 in Uppsala statt.

## Sieger und Platzierte
| Disziplin    | Gold                            | Silber                        | Bronze                           |
| ------------ | ------------------------------- | ----------------------------- | -------------------------------- |
| Herreneinzel | Tomas Johansson                 | Patrik Andreasson             | Søren B. Nielsen                 |
| Herreneinzel | Tomas Johansson                 | Patrik Andreasson             | Rikard Magnusson                 |
| Dameneinzel  | Margit Borg                     | Lotte Thomsen                 | Anne Søndergaard                 |
| Dameneinzel  | Margit Borg                     | Lotte Thomsen                 | Rikke Olsen                      |
| Herrendoppel | Jan-Eric Antonsson Mikael Rosén | Max Gandrup Stellan Österberg | Thomas Damgaard Jan Jørgensen    |
| Herrendoppel | Jan-Eric Antonsson Mikael Rosén | Max Gandrup Stellan Österberg | Kenneth Jonassen Peter Rasmussen |
| Damendoppel  | Helene Kirkegaard Rikke Olsen   | Trine Pedersen Lone Sørensen  | Anne Søndergaard Lotte Thomsen   |
| Damendoppel  | Helene Kirkegaard Rikke Olsen   | Trine Pedersen Lone Sørensen  | Lotta Andersson Margit Borg      |
| Mixed        | Jan-Eric Antonsson Astrid Crabo | Mikael Rosén Maria Bengtsson  | Robert Larsson Margit Borg       |
| Mixed        | Jan-Eric Antonsson Astrid Crabo | Mikael Rosén Maria Bengtsson  | Trond Wåland Camilla Wright      |